# Elías Terés
Elías Terés Sádaba (Funes, Navarra, 26 de octubre de 1915-Madrid, 10 de julio de 1983) fue un arabista y catedrático universitario español, miembro de la Real Academia de la Historia.

## Biografía
Desde 1939 estudió en la Universidad Central de Madrid y en 1942 fue becario en la Escuela de Estudios Árabes. De 1943 a 1945 fue profesor agregado de lengua y literatura árabe en la Universidad de Zaragoza y de 1945 a 1949 profesor adjunto de árabe en la Universidad de Madrid. Se doctoró con un estudio sobre Ibn Faray de Jaén, también conocido como Ibn Farach al-Yayyani. En 1949 obtuvo por oposición la cátedra de árabe de la Universidad de Barcelona y en 1950 pasó a Madrid como catedrático de Historia de la literatura árabe clásica y literatura arábiga española. De 1958 a 1969 dirigió la Escuela de Estudios Árabes del Consejo Superior de Investigaciones Científicas (CSIC). Realizó numerosos estudios sobre toponimia y genealogía hispanoárabe. En 1973 ingresó en la Real Academia de la Historia.

## Obras
- Materiales para el estudio de la toponimia hispanoárabe (1986)
- Los manuscritos árabes de la Real Academia de la Historia, la Colección Gayangos, 1975
- Textos poéticos sobre Valencia
- La "materia médica" de Dioscórides; transmisión medieval y renacentista
- Linajes árabes en Al-Andalus, según la Yamhara de Ibn Hazm